# Falcarius
Falcarius var ett släkte med theropoder (dinosaurier) som är känt från hundratals fossil som hittats i Utah, USA. Det tros ha levt under äldre krita för cirka 125 miljoner år sedan, och är därmed ett av de äldsta släktena inom Therizinosauroidea. Eftersom det är mer likt traditionella coelurosaurier än vad andra släkten i Therizinosauria är, betraktas det som en felande länk mellan de gracila, snabbare formerna (som Compsognathidae, Dromaeosauridae och Coelurider) och de mer typiska, klumpigt byggda Therizinosauroiderna (som Segnosaurus, Nothronychus och Therizinosaurus). 

## Beskrivning
Falcarius blev ungefär 4 meter lång, och var på flera punkter lik andra Therizinosauroider. Den gick på bakbenen, som alla theropoder tros ha gjort, hade välutvecklade framben, lång hals, och litet huvud. Den skiljde sig från nära släktingar genom att blygdbenet (pubis) inte pekar bakåt och är sammanvuxet med sittbenet (Ischium), vilket är karaktäristiskt för andra Therizinosaurier. Svansen hos Falcarius är också relativt lång jämfört med dess närmaste släktingar.
Falcarius visar tydliga tecken på att ha varit växtätare. Bland annat indikerar de lövformade tänderna vegetarisk kosthållning, så även att höfterna är bredare än hos många andra theropoder, vilket tyder på att Falcarius hade en stor mage för att smälta växtmaterial.